# Becherschwertel
Becherschwertel (Cypella) ist eine Pflanzengattung in der Familie der Schwertliliengewächse (Iridaceae).

## Beschreibung
Becherschwertel-Arten sind ausdauernde krautige Pflanzen, die eine Wuchshöhe von etwa 50 Zentimetern erreichen. Sie bilden als Überdauerungsorgane zwiebelähnliche Knollen. Ihre Grundblätter sind linealisch bis lanzettlich-linealisch und gefaltet. Die einfachen oder verzweigten Stängel sind im Querschnitt zylindrisch, an ihnen stehen einige wenige Blätter von geringer Größe.
Die Blüten stehen entweder als Trugdolde oder als endständige Einzelblüten. Die Blütenhüllblätter sind unverwachsen und von verschiedener Form und Größe: die drei Blätter des äußeren Blütenblattkreises sind verkehrt-eiförmig und ausgebreitet, die des inneren stehen aufrecht, sind erheblich kleiner und schmaler und sind von den Spitzen her eingerollt. Die Griffel können unregelmäßig gelappt, geflügelt oder verzweigt sein und überragen die Staubbeutel.
Die Frucht ist eine längliche bis annähernd runde Kapsel mit mehreren flachen, braunen Samen.

## Verbreitung
Die Becherschwertel sind im tropischen bis subtropischen Südamerika von Bolivien und Peru bis Argentinien verbreitet.

## Systematik

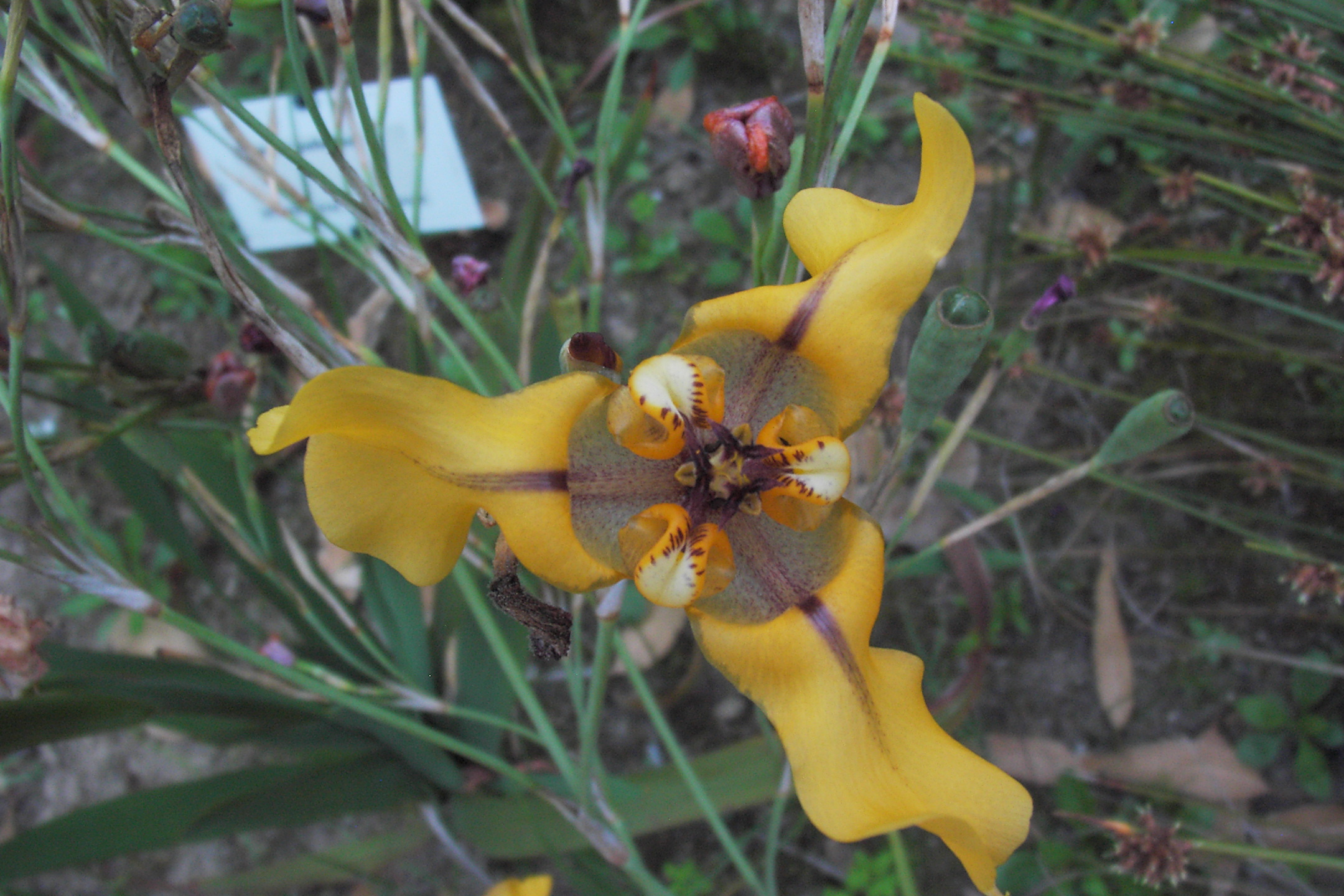
Cypella herbertii

Innerhalb der Schwertliliengewächse werden die Becherschwertel in die Tribus Tigrideae der Unterfamilie Iridoideae gestellt.
Die Gattung Cypella wurde 1826 von William Herbert erstbeschrieben. Sie besteht aus rund 38 Arten:
- Cypella alonsoana Deble & F.S.Alves: Die 2017 erstbeschriebene Art kommt in Uruguay vor.[4]
- Cypella amambaica Ravenna: Die Heimat ist Paraguay.[4]
- Cypella aquatilis Ravenna, Heimat: Südliches Brasilien.[4]
- Cypella armosa Ravenna: Die Heimat ist Brasilien, Argentinien und Paraguay.[4]
- Cypella aurinegra Deble & Andrès González: Die wurde 2015 aus dem östlichen Uruguay erstbeschrieben.[4]
- Cypella boliviana Huaylla: Sie kommt nur in Bolivien vor.[4]
- Cypella brasiliensis (Baker) Roitman & J.A.Castillo: Sie kommt im südlichen Brasilien vor.[4]
- Cypella catharinensis Ravenna: Sie kommt nur im Bundesstaat Santa Catarina in Brasilien vor.[4]
- Cypella craterantha Ravenna: Sie kommt nur in Cajamarca in Peru vor.[4]
- Cypella crenata (Vell.) Ravenna: Sie kommt in den brasilianischen Bundesstaaten Minas Gerais und São Paulo vor.[4]
- Cypella curuzupensis Ravenna: Die Heimat ist Paraguay.[4]
- Cypella discolor Ravenna: Die Heimat ist das südliche Brasilien.[4]
- Cypella elegans Speg.: Sie kommt nur in der argentinischen Provinz Jujuy vor.[4]
- Cypella exilis Ravenna (Syn.: Cypella amplimaculata Chauveau & L.Eggers): Die Heimat ist das südliche Brasilien und Uruguay.[4]
- Cypella fucata Ravenna: Die Heimat ist das südliche Brasilien, das nordöstliche Uruguay und Argentinien.[4]
- Cypella geniculata (Klatt) Ravenna: Die Heimat ist Brasilien.[4]
- Cypella gloriana Deble & F.S.Alves: Die 2015 erstbeschriebene Art kommt im brasilianischen Bundesstaat Rio Grande do Sul vor.[4]
- Cypella guttata Deble & F.S.Alves: Diese 2015 erstbeschriebene Art kommt vom brasilianischen Bundesstaat Rio Grande do Sul bis ins nördliche Uruguay vor.[4]
- Cypella hauthalii (Kuntze) R.C.Foster: Es gibt drei Unterarten:
  - Cypella hauthalii (Kuntze) R.C.Foster subsp. hauthalii: Sie kommt von Paraguay bis Argentinien vor.[4]
  - Cypella hauthalii subsp. minuticristata Chauveau & L.Eggers: Sie kommt nur im brasilianischen Bundesstaat Rio Grande do Sul vor.[4]
  - Cypella hauthalii subsp. opalina Ravenna: Sie kommt in der argentinischen Provinz Corrientes vor.[4]
- Cypella herbertii (Lindl.) Herb. Es gibt vier Unterarten:
  - Cypella herbertii subsp. brevicristata Ravenna: Sie kommt in Uruguay vor.[4]
  - Cypella herbertii (Lindl.) Herb. subsp. herbertii: Sie kommt vom südlichen Brasilien bis ins nordöstliche Argentinien vor.[4]
  - Cypella herbertii subsp. reflexa Ravenna: Sie kommt in Argentinien vor.[4]
  - Cypella herbertii subsp. wolffhuegelii (Hauman) Ravenna: Sie kommt in Argentinien vor.[4]
- Cypella laeta Ravenna (Syn.: Cypella yatayphila Ravenna): Sie kommt im nordöstlichen Argentinien und in Uruguay vor.[4]
- Cypella lapidosa Ravenna (Syn.: Cypella altouruguaya Chauveau & L.Eggers): Sie kommt im brasilianischen Bundesstaat Rio Grande do Sul und in den argentinischen Provinzen Corrientes und Misiones vor.[4]
- Cypella laxa Ravenna: Sie kommt nur im südlichen Brasilien vor.[4]
- Cypella luteogibbosa Deble: Sie kommt nur im brasilianischen Bundesstaat Rio Grande do Sul vor.[4]
- Cypella magnicristata Deble: Sie kommt nur im brasilianischen Bundesstaat Rio Grande do Sul vor.[4]
- Cypella mandonii Rusby: Die Heimat ist Bolivien.[4]
- Cypella oreophila Speg.: Die Heimat ist das nordwestliche Argentinien und das südliche Bolivien.[4]
- Cypella osteniana Beauverd: Sie ist in Uruguay beheimatet.[4]
- Cypella pabstiana Ravenna: Sie kommt nur im brasilianischen Bundesstaat Paraná vor.[4]
- Cypella pusilla (Link & Otto) Benth. & Hook.f. ex B.D.Jacks.: Die Heimat ist das südliche Brasilien.[4]
- Cypella ravenniana Deble & F.S.Alves: Sie kommt vom westlichen und nordwestlichen Bundesstaat Rio Grande do Sul bis zu den argentinischen Provinzen nordöstliches Corrientes und südliches Misiones vor.
- Cypella rivularis Chauveau & L.Eggers: Die 2014 erstbeschriebene Art kommt im brasilianischen Bundesstaat Rio Grande do Sul vor.[4]
- Cypella suffusa Ravenna: Sie kommt nur in der argentinischen Provinz Misiones vor.[4]
- Cypella trimontina Ravenna: Sie kommt nur in der argentinischen Provinz Corrientes vor.[4]
- Cypella uliginosa Deble & F.S.Alves: Die 2015 erstbeschriebene Art kommt im nordöstlichen Argentinien vor.[4]
- Cypella unguiculata (Baker) Roitman & J.A.Castillo: Die Heimat ist Brasilien und das nördliche Uruguay.[4]

Nicht mehr zur Gattung Cypella gehört:
- Blaues Becherschwertel (Cypella coelestis (Lehm.) Diels → Phalocallis coelestis (Lehm.) Ravenna)

## Nachweise